# 久春古丹
久春古丹（クシュンコタン）は、江戸時代から明治初期にかけて用いられた樺太の地名。

## 概要
アイヌ語のkus-un-kotan（対岸・にある・村）に由来する。九春古丹とも。後の大泊町楠渓町。市街地中央にある台地・神楽岡の北に位置する。江戸時代、松前藩の穴陣屋があった。また、交易の拠点で北前船も寄港し、松前藩の出先機関として運上屋（会所）も置かれていた。江戸時代後期から幕末にかけ、度々ロシア人の襲撃に遭ったが、明治時代に入って一時期樺太開拓使が置かれた。日露戦争後は樺太民政署を経て樺太庁が置かれたが、樺太庁は後に豊原に移転した。

## 歴史
以下、後の大泊町域に関連する出来事。
松前藩領時代
- 1679年（延宝7年） - 松前藩の穴陣屋が久春古丹（大泊郡大泊町楠渓）に設けられ、日本の漁場としての開拓が始まる。
- 1685年（貞享2年） - 樺太は松前藩家臣の知行地として開かれたソウヤ場所に含まれた（商場（場所）知行制を参照）。
- 1715年（正徳5年） - 幕府に対し、松前藩主は「十州島、唐太（樺太）、チュプカ諸島、勘察加」は松前藩領と報告。
- 宝暦2年（1752年）ころシラヌシ（本斗郡好仁村白主）にて交易が始まり、クシュンコタン（大泊町楠渓町）などで漁場が開設された。
- 安永元年（1772年）、藩主松前資広の命を受けて村山伝兵衛が渡樺し、食料などをアイヌに贈り漁法を伝えた。
- 安永6年（1778年）には新井田隆助がアイヌを介抱した。
- 寛政2年（1790年）松前藩が樺太商場（場所）を設置。藩の出先機関の機能も兼ね備えた運上屋では、撫育政策としてオムシャなども行われた。

文化露寇と第一次幕領期
- 1806年（文化3年） - 日本との通商を拒否されたニコライ・レザノフの部下のロシア海軍士官らが、報復のためアイヌの子供をはじめ数名を拉致し久春古丹など数か所を略奪し焼き討ちにする（文化露寇、1806-1807年）。弁天社[1][2]の鳥居に真鍮でできた板を取り付け「樺太の占領」「先住民はロシアに服従した」と意味する内容が記された。
- 1807年（文化4年）
  - ロシア海軍士官らが択捉島、礼文島などとともに留多加を襲撃する。警固のため幕府が秋田藩・弘前藩・仙台藩・会津藩など奥羽諸藩に蝦夷地への出兵を命じる。ただし、ロシア帝国政府は文化露寇に不関与であり、1813年（文化10年）イルクーツク県知事トレスキンとオホーツク長官ミニツキーの釈明書を松前奉行に提出・謝罪し事件は解決した。
  - 西蝦夷地（唐子エゾ居住地である北海道日本海岸・オホーツク海岸・樺太）も公議御料とし、以降樺太アイヌを含む全蝦夷地のアイヌ人の宗門人別改帳（戸籍）が作成されるようになる（江戸時代の日本の人口統計も参照）。
- 1808年（文化5年）
  - 幕命を受けた会津藩が樺太警固をおこない、樺太検分のため、間宮林蔵も渡樺[3][4][5]。林蔵は、クシュンコタン（大泊町楠渓町）、ホロアントマリ(大泊町栄町)に立ち寄った後、東のホラブニ(ホフラニ、長浜郡長浜村洞船)方面に向かった。

松前藩復領期
- 1821年（文政4年） - 幕府、全蝦夷地を松前藩に返還する。
- 1846年（弘化3年） - 松浦武四郎が草履取・運平と名乗り、はじめて渡樺。北蝦夷地勤務を下命された藩医・西川春庵に随行（『鈴木重尚 松浦武四郎 唐太日記』）。
- 1853年（嘉永6年） - 秋、ネヴェリスコイ海軍大佐は久春古丹にムラヴィヨフ哨所（砦）を築き、国旗を掲揚し一方的に樺太全島の領有を宣言。哨所を築いた場所に日本人の倉庫があったのでこの建物を接収した（ロシア軍艦対馬占領事件や帝国主義・南下政策も参照）。
- 1854年（嘉永7年）
  - 千島列島、全樺太島やカムチャッカ半島までも明記した「改正蝦夷全図」なる（加陽・豊島 毅作）
  - 5月18日 - クリミア戦争の影響を受け、ロシア船4隻が来航しわずか8か月ほどで駐留のロシア兵を撤収してクシュンコタン（久春古丹）を去った。

第二次幕領期
- 1854年（嘉永7年）
  - 6月12日、目付堀利照・勘定吟味役村垣範正らが北蝦夷地クシュンコタンに渡海。
- 1855年（安政2年） - 樺太を含む蝦夷地は再び公議御料（幕府直轄領）となり、秋田藩が白主と久春古丹に陣屋を築き警固を行った。また、この年以降番人を足軽に取立て武装化し冬季も警固した。これは、前年の日露和親条約により、日露国境を樺太島上で定めず是までの仕来りによること（国境は未確定のまま棚上げ先送り）を決定した[6]のを受けた措置。
- 1856年（安政3年） - 箱館奉行所の支配組頭・向山源太夫が5～8月に樺太の調査のため訪れている。このとき松浦武四郎も同行（『北蝦夷餘誌』）。
- 安政3年4年(1856・57)頃、幕府の施設でクシュンコタンに大砲4基が設置された台場1カ所が存在。
- 1860年（万延元年）
  - 樺太南部の警固は仙台・会津・秋田・庄内の4藩となる。
- 1862年 （文久2年）
  - 勤番所、クシュンコタン、シラヌシ、西トンナイ（真岡郡真岡町）、ワーレ（栄浜郡白縫村輪荒）、クシュンナイの5ケ所となる。
- 1863年（文久3年） - 樺太南部の警固は仙台・秋田・庄内の3藩となる。

日露雑居時代
- 1867年（慶応3年）
  - 2月25日に樺太雑居条約調印。樺太全島を日露雑居地[7]とされた。以降、ロシアは軍隊を増派して、北緯48度以南や日本の本拠地である樺太南端・亜庭湾岸までの軍事的制圧に着手。
  - 6月 - 栖原角兵衛（寧幹）は樺太漁業出稼を命ぜられる。同年12月樺太東海岸漁業出稼を命ぜられ、栖原家が経営した漁場は58か所に及んだ。
- 1868年（慶応4年）
  - 4月12日 - 箱館裁判所(間4月24日に箱館府と改称)の管轄となった。
  - 6月末 - 岡本監輔、箱館府の行政官としてクシュンコタン(大泊郡大泊町楠渓)に着任し公議所を置くとともに、島内8ヶ所に出張所を設置し官員を派遣。
  - 同年、神仏分離令が出される。文明開化も参照。
- 1869年（明治2年） - 開拓使直轄領となり、北蝦夷地を樺太国と改称。この年からロシアは囚人を送込み始める。
- 1870年（明治3年）2月13日 - 樺太開拓使が開拓使から分離して、久春古丹に開設される。
- 1871年（明治4年）8月7日 - 樺太開拓使を閉鎖し、開拓使に再度統合する。
- 1872年（明治5年）
  - 壬申戸籍編製。アイヌは旧百姓身分だったため平民となった。羅卒(巡査)を樺太に派遣。
  - 8月9日（9月23日）、散髪脱刀令公布。文明開化の一環。
  - 旧暦12月2日（1872年12月31日）、天保暦からグレゴリオ暦に改暦。
- 1873年（明治6年） - ロシア兵が破壊活動や消火活動妨害を行った函泊（大泊郡大泊町山下）出火事件を受け、羅卒を増員。
- 1875年(明治8年)
  - 2月13日、平民苗字必称義務令公布。文明開化の一環。
  - 樺太・千島交換条約締結により樺太島全島がロシア領となる。

## 運上屋
場所請負人
- 寛政2年（1790年）村山兵右衛門、樺太場所を請負う。
- 寛政8年から大阪商人・小山屋権兵衛と藩士・板垣豊四郎、翌9年からは板垣豊四郎が単独となる。
- 寛政12年（1800年）松前藩、カラフト場所を直営とし、藩士・高橋荘四郎と目谷安二郎が管理、兵庫商人・柴屋長太夫が仕入れを請負った。
- 1809年(文化6年) - 栖原角兵衛（信義）、伊達林右衛門と共同で北蝦夷地(樺太)場所を請け負う[8]。幕命により樺太・久春古丹(大泊郡大泊町楠渓)と宗谷の間に500 石以上の帆船2艘を就航させ、松前と陸奥三厩の間にも定期航路を開設。

ヲロッコ交易
敷香郡域の幌内川流域以北に住む、ヲロッコやニクブンとの間でおこなわれるオロッコ交易は、クシュンコタンに運上屋が置かれるまで、栄浜郡域の魯礼や内淵が交易地となっていた。唐太場所開設後、クシュンコタン（大泊町楠渓町）の運上屋で行われた。運上屋では、朝貢に近い形態の交易がおこなわれていたが、山丹交易改革以降はシラヌシ（本斗郡好仁村白主）に移った。